# AGTR2
Angiotenzinski II receptor tip 2, (AT2 receptor) je protein koji je kod ljudi kodiran  genom.

## Funkcija
Angiotenzin II je potentan vazokonstrikcioni hormon i primarni regulator aldosteronske sekrecije. On je važan efektor kontrole krvnog pritiska i zapremine kardiovaskularnog sistema. On deluje kroz najmanje dva tipa receptora: AT1 i AT2. AGTR2 pripada familiji 1 G protein-spregnutih receptora. On je integralni membranski protein. On učestvuje u funkcijama centralnog nervnog i kardiovaskularnog sistema koje su posredovane renin-angiotenzinskim sistemom. Ovaj receptor posreduje programiranu ćelijsku smrt (apoptozu). Kod odraslih osoba, on je visoko izražen u miometrijumu sa niskim nivoima u nadbubrežnoj žlezdi i jajovodima. On je visoko izražen u fetalnim bubrezima i interstinalnom sistemu. Humani AGTR2 gen se sastoji od sastoji od tri eksona na rasponu od najmanje 5 kb.
Stimulacija AT2 receptora selektivnim agonistom CGP 42112A povećava proizvodnju azot-monoksida sluzokože.

## Interakcije
Za angiotenzinski II receptor tip 2 je pokazano da interaguje sa MTUS1.

## Literatura
1. 1 2  „Entrez Gene: AGTR2 angiotensin II receptor, type 2”.
2. ↑  Ewert S, Laesser M, Johansson B, Holm M, Aneman A, Fandriks L (2003). „The angiotensin II receptor type 2 agonist CGP 42112A stimulates NO production in the porcine jejunal mucosa”. BMC Pharmacol. 3: 2. PMC 153509 . PMID 12689346. doi:10.1186/1471-2210-3-2.
3. ↑  Nouet S, Amzallag N, Li JM, Louis S, Seitz I, Cui TX, Alleaume AM, Di Benedetto M, Boden C, Masson M, Strosberg AD, Horiuchi M, Couraud PO, Nahmias C (2004). „Trans-inactivation of receptor tyrosine kinases by novel angiotensin II AT2 receptor-interacting protein, ATIP”. J. Biol. Chem. 279 (28): 28989—97. PMID 15123706. doi:10.1074/jbc.M403880200.

## Dodatna literatura
- M, de Gasparo; Catt KJ; Inagami T;  . (2000). „International union of pharmacology. XXIII. The angiotensin II receptors”. Parmacol Rev. 52 (3): 415—472. PMID 10977869.
- D'Amore A, Black MJ, Thomas WG (2005). „The angiotensin II type 2 receptor causes constituative growth of cardiomyocytes and does not antagonize angiotensin II type 1 receptor-mediated hypertrophy”. Hypertension. 46 (6): 1347—1354. PMID 16286564. doi:10.1161/01.HYP.0000193504.51489.cf.
- Regitz-Zagrosek V; Neuss M; Warnecke C (1997). „Subtype 2 and atypical angiotensin receptors in the human heart.”. Basic Res. Cardiol. 91 Suppl 2: 73—7. PMID 8957548.
- C, Berry; Touyz R; Dominiczak AF (2002). „Angiotensin receptors: signaling, vascular pathophysiology, and interactions with ceramide.”. Am. J. Physiol. Heart Circ. Physiol. 281 (6): H2337—65. PMID 11709400.
- R, Takayanagi; Ohnaka K; Sakai Y (1992). „Molecular cloning, sequence analysis and expression of a cDNA encoding human type-1 angiotensin II receptor.”. Biochem. Biophys. Res. Commun. 183 (2): 910—6. PMID 1550596. doi:10.1016/0006-291X(92)90570-B.
- L, Hein; Barsh GS; Pratt RE (1995). „Behavioural and cardiovascular effects of disrupting the angiotensin II type-2 receptor in mice.”. Nature. 377 (6551): 744—7. PMID 7477266. doi:10.1038/377744a0.
- T, Ichiki; Labosky PA; Shiota C (1995). „Effects on blood pressure and exploratory behaviour of mice lacking angiotensin II type-2 receptor.”. Nature. 377 (6551): 748—50. PMID 7477267. doi:10.1038/377748a0.
- D, Lazard; Briend-Sutren MM; Villageois P (1995). „Molecular characterization and chromosome localization of a human angiotensin II AT2 receptor gene highly expressed in fetal tissues.”. Recept. Channels. 2 (4): 271—80. PMID 7719706.
- Martin MM, Elton TS (1995). „The sequence and genomic organization of the human type 2 angiotensin II receptor.”. Biochem. Biophys. Res. Commun. 209 (2): 554—62. PMID 7733925. doi:10.1006/bbrc.1995.1537.
- Chassagne C, Beatty BG, Meloche S (1995). „Assignment of the human angiotensin II type 2 receptor gene (AGTR2) to chromosome Xq22-q23 by fluorescence in situ hybridization.”. Genomics. 25 (2): 601—3. PMID 7790004. doi:10.1016/0888-7543(95)80072-T.
- G, Koike; Horiuchi M; Yamada T (1994). „Human type 2 angiotensin II receptor gene: cloned, mapped to the X chromosome, and its mRNA is expressed in the human lung.”. Biochem. Biophys. Res. Commun. 203 (3): 1842—50. PMID 7945336. doi:10.1006/bbrc.1994.2402.
- Martin MM, Su B, Elton TS (1995). „Molecular cloning of the human angiotensin II type 2 receptor cDNA.”. Biochem. Biophys. Res. Commun. 205 (1): 645—51. PMID 7999093. doi:10.1006/bbrc.1994.2714.
- S, Tsuzuki; Ichiki T; Nakakubo H (1994). „Molecular cloning and expression of the gene encoding human angiotensin II type 2 receptor.”. Biochem. Biophys. Res. Commun. 200 (3): 1449—54. PMID 8185599. doi:10.1006/bbrc.1994.1613.
- G, Servant; Boulay G; Bossé R (1993). „Photoaffinity labeling of subtype 2 angiotensin receptor of human myometrium.”. Mol. Pharmacol. 43 (5): 677—83. PMID 8502225.
- Yamada T, Horiuchi M, Dzau VJ (1996). „Angiotensin II type 2 receptor mediates programmed cell death.”. Proc. Natl. Acad. Sci. U.S.A. 93 (1): 156—60. PMC 40197 . PMID 8552595. doi:10.1073/pnas.93.1.156.
- Zhang J, Pratt RE (1996). „The AT2 receptor selectively associates with Gialpha2 and Gialpha3 in the rat fetus.”. J. Biol. Chem. 271 (25): 15026—33. PMID 8663053. doi:10.1074/jbc.271.25.15026.
- T, Katsuya; Horiuchi M; Minami S (1997). „Genomic organization and polymorphism of human angiotensin II type 2 receptor: no evidence for its gene mutation in two families of human premature ovarian failure syndrome.”. Mol. Cell. Endocrinol. 127 (2): 221—8. PMID 9099917. doi:10.1016/S0303-7207(97)04011-2.
- M, Akishita; Ito M; Lehtonen JY (1999). „Expression of the AT2 receptor developmentally programs extracellular signal-regulated kinase activity and influences fetal vascular growth.”. J. Clin. Invest. 103 (1): 63—71. PMC 407869 . PMID 9884335. doi:10.1172/JCI5182.
- JY, Lehtonen; Daviet L; Nahmias C (1999). „Analysis of functional domains of angiotensin II type 2 receptor involved in apoptosis.”. Mol. Endocrinol. 13 (7): 1051—60. PMID 10406457. doi:10.1210/me.13.7.1051.
- Knowle D, Ahmed S, Pulakat L (2000). „Identification of an interaction between the angiotensin II receptor sub-type AT2 and the ErbB3 receptor, a member of the epidermal growth factor receptor family.”. Regul. Pept. 87 (1-3): 73—82. PMID 10710290. doi:10.1016/S0167-0115(99)00111-1.
- JL, Hansen; Servant G; Baranski TJ (2000). „Functional reconstitution of the angiotensin II type 2 receptor and G(i) activation.”. Circ. Res. 87 (9): 753—9. PMID 11055978.

## Spoljašnje veze
- „Angiotensin Receptors: AT2”. IUPHAR Database of Receptors and Ion Channels. International Union of Basic and Clinical Pharmacology. Архивирано из оригинала 16. 06. 2016. г.